# André Lassalle
André Lassalle (fl. XX secolo) è stato un calciatore francese, di ruolo attaccante.

## Carriera

### Nazionale
Partecipò con la propria Nazionale ai Giochi Olimpici del 1920 senza però scendere mai in campo.